# 余邦基
余邦基（1927年—），重庆涪陵人，中国男子篮球运动员、教练，被贺龙封为“篮球元帅”。1999年被评为新中国篮球50杰。曾发掘和培养了穆铁柱、郑海霞等杰出篮球运动员。